# Chambéon
Chambéon è un comune francese di 505 abitanti situato nel dipartimento della Loira della regione dell'Alvernia-Rodano-Alpi. Prima della Rivoluzione era inquadrato nella provincia del Forez, in seguito soppressa.

## Società

### Evoluzione demografica
Abitanti censiti